# Steurgarnalen
Steurgarnalen (Palaemonidae) vormen een familie van garnalen binnen de orde der tienpotigen (Decapoda).

## Kenmerken
De carapax aan de voorzijde is uitgetrokken in een spits, dikwijls stekelig rostrum. De meeste soorten zijn kleurloos en transparant. Ze hebben scharen, waarmee ze hun voedsel vastpakken.

## Verspreiding en leefgebied
Er zijn verschillende soorten langs de Europese kusten te vinden. De beste kans om ze te kunnen vinden is langs rotsachtige kusten en dijken. Bij onraad verstoppen ze zich namelijk graag tussen wier en stenen.

## Onderfamilies
- Palaemoninae Rafinesque, 1815
- Pontoniinae Kingsley, 1879

## In Nederland waargenomen soorten
- Genus: Palaemon
  - Palaemon adspersus - (roodsprietgarnaal)
  - Palaemon elegans - (gewone steurgarnaal)
  - Palaemon longirostris - (langneussteurgarnaal)
  - Palaemon macrodactylus - (rugstreepsteurgarnaal)
  - Palaemon serratus - (gezaagde steurgarnaal)
  - Palaemon varians - (brakwatersteurgarnaal)